# محمد جواد الأنصاري الهمداني
محمّدجواد الأنصاري الهمدانی (بالفارسية: محمدجواد انصاری همدانی) فقیه و عارف شيعي معاصر. وهو ابن الملا فتح علي الهمداني، ولد في مدينة همدان لعائلة دينيّة.

## دراسته
ولد سنة 1320 هـ، وبدأ الدراسة في السابعة من عمره، فدرس عند والده الصرف والنحو، وعندما كان في الثانية عشر من عمره ارتحل والده، فدرس الفقه والأصول وبعضاً من الكتب الفلسفيّة عند علماء همدان؛ من قبيل: آية الله الميرزا علي الخلخالي، والحاج سيّد عرب، والآقا علي شهيدي، والآقا إسماعيل عماد الإسلام، كما درس عند الميرزا حسين كوثر الهمداني علوم الطبّ اليوناني الخمسة، وعلم معرفة النفس ودروس الأخلاق، وقد بلغ مرحلة الاجتهاد في سنين الشباب، حينما كان في الـ 24 من عمره، حيث شهد له بذلك كلّ من: الشيخ عبد الكريم الحائري و السيّد أبو الحسن الأصفهاني ، و محمد تقي الخونساري ، والسيد البروجردي.

## ميله نحو العرفان
لم يكن في البداية يميل نحو العرفان، لكنّه في يومٍ من الأيام حينما كان طالباً في الحوزة في همدان، جاء عارفٌ من المعمّمين إلى همدان فاجتمع حوله البعض، وألقى محاضرة مدّة ساعتين، ليبين فيها أنّه ليس هناك من طريق آخر غير طريق الشرع، وأنّ كلّ سبيل غير الشرع هو سبيل منحرف، وفي نهاية هذه المحاضرة التفت إلى الشيخ محمد جواد الأنصاري الهمداني، وقال له: «سريعاً ما ستشعل النار في قلوب المتشوّقين في العالم».
بعد ذلك بدأ يحصل عنده تبدّل جوهري في ذاته، فصار يبحث حثيثاً عن مرشد وخبير في السير والسلوك نحو الله، فكان يخرج إلى الصحاري عدّة مرّات للدعاء والتضرّع في البرد والحرّ، وكثيراً ما يأتي إلى مقام السيّدة فاطمة المعصومة في قم للتوسّل بها في فتح الباب له، إلى أن منّ الله عليه في أن يصل إلى المرتبة التي مدحه فيها السيّد علي القاضي ومدح عرفانه.

## أساتذته
درس الشيخ محمد جواد الأنصاري على يد الأعاظم من أهل زمانه، وهم بحسب المواد:

### أساتذته في الفقه والأصول
- المیرزا علي الخلخالي
- السید علي عرب
- الآقا علي الشهیدي
- محمد إسماعیل عماد الإسلام
- محمد کاظم الشیرازی

### بقيّة أساتذته
- فتح علي الأنصاري الهمداني والده (صرف ونحو)
- حسین کوثر الهمدانی (طب، علم معرفت نفس واخلاق)
- عبد الكريم الحائري اليزدي

## تلامذته
كان له عدّة تلامذة في السير والسلوك، ومنهم:
- آية الله السيّد محمد حسين الحسيني الطهراني. (تلميذه الأبرز)[5]
- الحاج هادي الأبهري.
- محمد حسن البياتي.
- آیة الله الشیخ حسن علي نجابت الشیرازي.
- آية الله السيّد حسین آقای یعقوبي القایني.
- آية الله السيّد عبد الحسين دستغيب
- آية الله السيّد علي محمد دستغیب (ابن أخت شهید دستغیب)
- السيّد عبد الله الفاطمي الشیرازي.
- الحاج إسماعیل الدولابي.
- السيّد جلال تناوش (صهره).
- افراسیابي (صهره).
- الحاج محمد حسن شرکت.
- محمد إبراهیم إسلامیه (صهره)
- غلام حسین السبزواري.
- غلام حسین الهمایونی.
- السیّد أحمد حسینیان.
- حاج اسماعیل تخته سنگی (مهدوی نیا)
- السید أحمد الحسیني الهمداني.